# قلعه‌سرهان
قلعه‌سرهان، روستایی است از توابع بخش ریگ شهرستان گناوه استان بوشهر ایران.

## جمعیت
این روستا در دهستان رودحله قرار دارد و بر اساس سرشماری سال ۱۳۸۵ آمار رسمی جمعیت آن ۶۶نفر (۱۵خانوار) می‌باشد.